# Ван дер Стай, Даммис
Даммис ван дер Стай (нидерл. Dammis van der Staaij) — нидерландский шашист. Участник первого чемпионата мира под эгидой ФМЖД (1948). Бронзовый призёр чемпионата Голландии в 1948 году (поделил третье место с Рейниром Келлером) и в 1966-м.
FMJD-Id: 16678.
Член (с 17 ноября 1948 года символического клуба победителей чемпионов мира Роба Клерка.